# Gau de la Marca de Brandenburg
El Gau de la Marca de Brandenburg (Gau Mark Brandenburg), anomenat també Gau de Kurmark, va ser una divisió administrativa de l'Alemanya nazi de 1933 a 1945 a la Província prussiana de Brandenburg. Abans d'això, de 1925 a 1933, era la subdivisió regional del partit nazi en aquesta zona.
El sistema nazi de Gau (en plural Gaue) va ser establert originalment en una conferència del partit, el 22 de maig de 1926, per tal de millorar l'administració de l'estructura del partit. A partir de 1933, després de la presa de poder nazi, els Gaue va reemplaçar cada vegada més als estats alemanys com a subdivisions administratives a Alemanya.
Al capdavant de cada Gau es va situar un Gauleiter, una posició cada vegada més poderosa, especialment després de l'esclat de la Segona Guerra Mundial, amb poca interferència des de dalt. El Gauleiter local sovint ocupava càrrecs governamentals i de partit, i s'encarregava, entre altres coses, de la propaganda i la vigilància i, a partir de setembre de 1944, el Volkssturm i la defensa de la Gau.
El 1925 es va fundar el Gau de Berlín-Brandenburg. Aquest es va dividir en el Gau de Berlín i la part de Brandenburg. Aquesta, al 1933, es va unir al ja existent Gau de la Marca Oriental (Gau Ostmark) i passa a anomenar-se Gau de Kurmark. Al 1939 es reanomenà Gau de la Marca de Brandenburg.
El camp de concentració de Ravensbrück i el camp de concentració de Sachsenhausen estaven situats al Gau de la Marca de Brandenburg. Ravensbrück era un campament femení. De les 132.000 preses que van ser enviades al camp, van morir 92.000. Dels 200.000 presos estimats a Sachsenhausen van morir 30.000. Tanmateix, aquesta xifra no inclou presoners que van morir en el camí cap al camp o que mai van ser registrats i assassinats a l'arribada, aquests últims majoritàriament presoners de guerra soviètics.

## Gauleiters

### Gau de Berlín-Brandenburg
- 1925-1926: Ernst Schlange
- 1926-1928: Joseph Goebbels

### Gau de Brandenburg
- 1928-1932: Emil Holtz
- 1932-1933: Ernst Schlange
- 1933-1933: Erich Schmiedicke

### Gau de la Marca Oriental
- 1928–1933: Wilhelm Kube

### Gau de la Marca de Brandenburg
- 1933–1936: Wilhelm Kube
- 1936–1945: Emil Sturtz